# Вратислав I
Вратислав I (на чешки: Vratislav I.) e чешки владетел между 915 и 921, наследява брат си Спитигнев. Източник на основни данни за ранните бохемски крале са Фулденските анали и Чешката хроника на Козма Пражки.
При Вратислав Бохемия се намира под силно баварско влияние и търпи чести маджарски нашествия. Той води война в съюз с маджарите против Саксония. Наследен е от Вацлав I Свети. Смята се за основател на град Вратислава в Силезия. Вратислав I загива на 13 февруари 921 г. в битка с унгарците.